# Wittorf (Neumünster)
Wittorf is een plaats in de Duitse gemeente Neumünster, deelstaat Sleeswijk-Holstein, en telde 5.809 inwoners (in 2007).
Wittorf ligt aan de zuidelijke rand van de gemeente Neumünster. Het meest westelijke deel van Wittorf is de woonwijk Padenstedt-Kamp, die echter tot de westelijke buurgemeente Padenstedt behoort. 
Bij Wittorf mondt het (onbevaarbare) riviertje de Schwale, dat ook door Neumünster zelf loopt, uit in de Stör, een zijrivier van de Elbe. 
Ten zuidwesten van Wittorf sluit op afrit 15 van de Autobahn A 7 de Bundesstraße 209 aan, die zuidelijk langs Wittorf loopt.
Aan de oostkant van Wittorf ligt een uitgestrekt bedrijventerrein voor lokaal en regionaal midden- en kleinbedrijf en voor distributiecentra. De plaats heeft een al zeker sinds de 18e eeuw bestaande traditie van nijverheidsbedrijven nabij watermolens. Aan de B205 werd in september 2012 het McArthurGlen Designer Outlet Neumünster geopend, een outlet-center met vooral modewinkels.

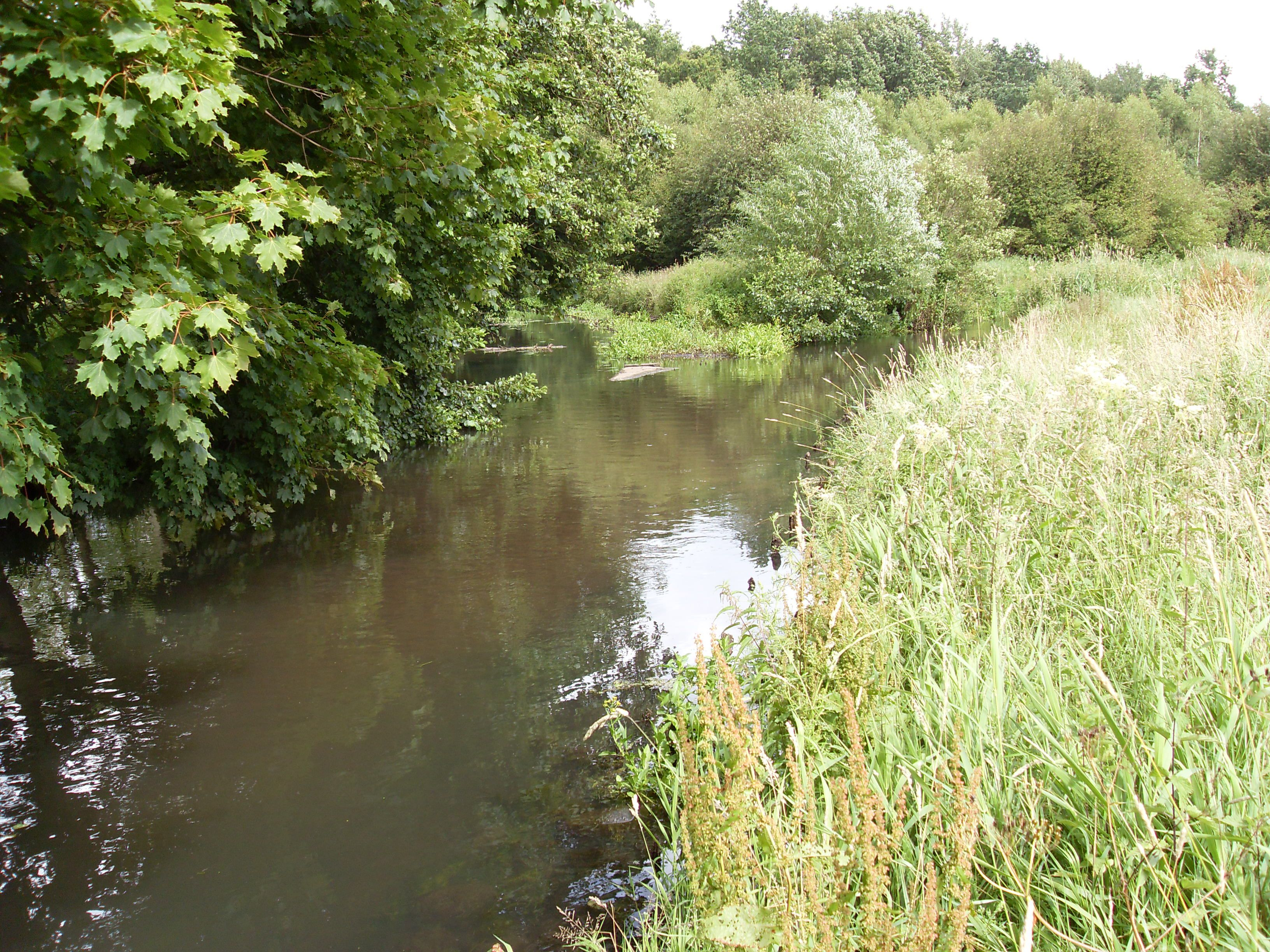
Monding van de Schwale (links) in de Stör (rechts) bij Wittorf
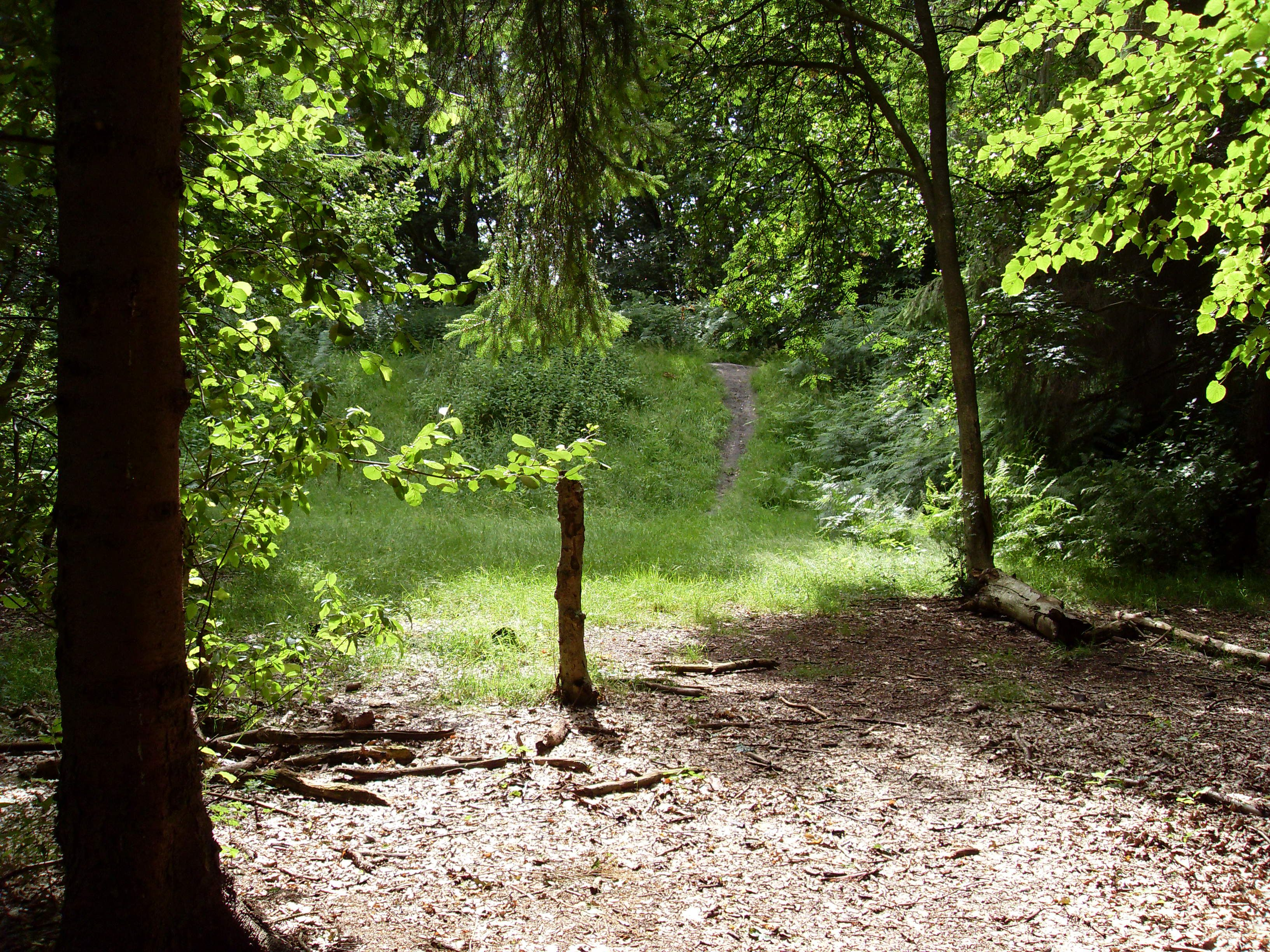
In de ringwal van de voormalige Wittorfer Burg (9e- 11e eeuw)
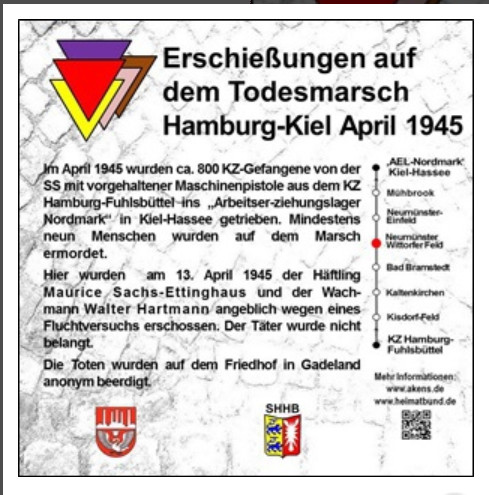
Gedenkplaquette slachtoffers dodenmars bij Wittorf
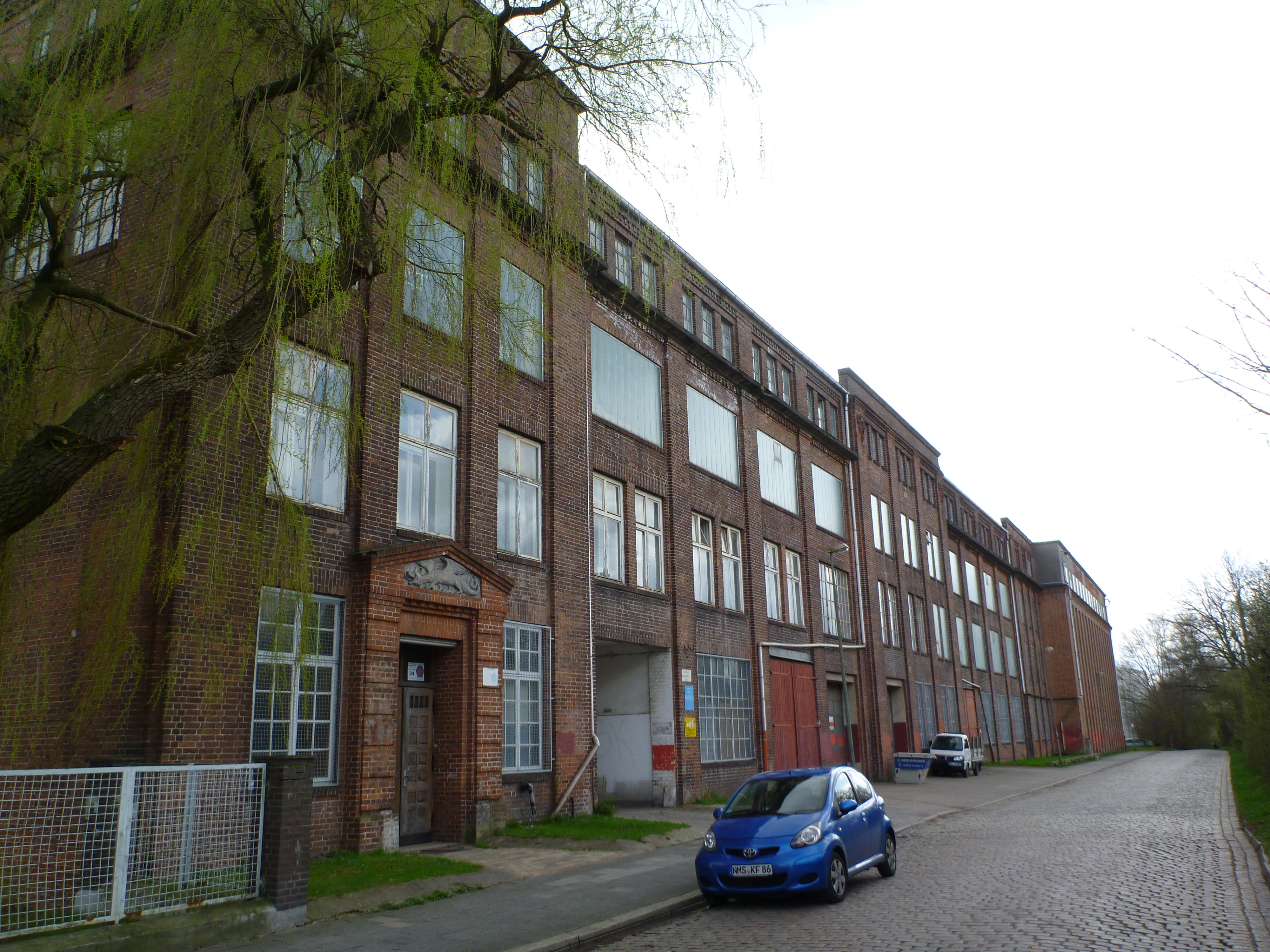
Voormalige lederfabriek, Wrangelstraße
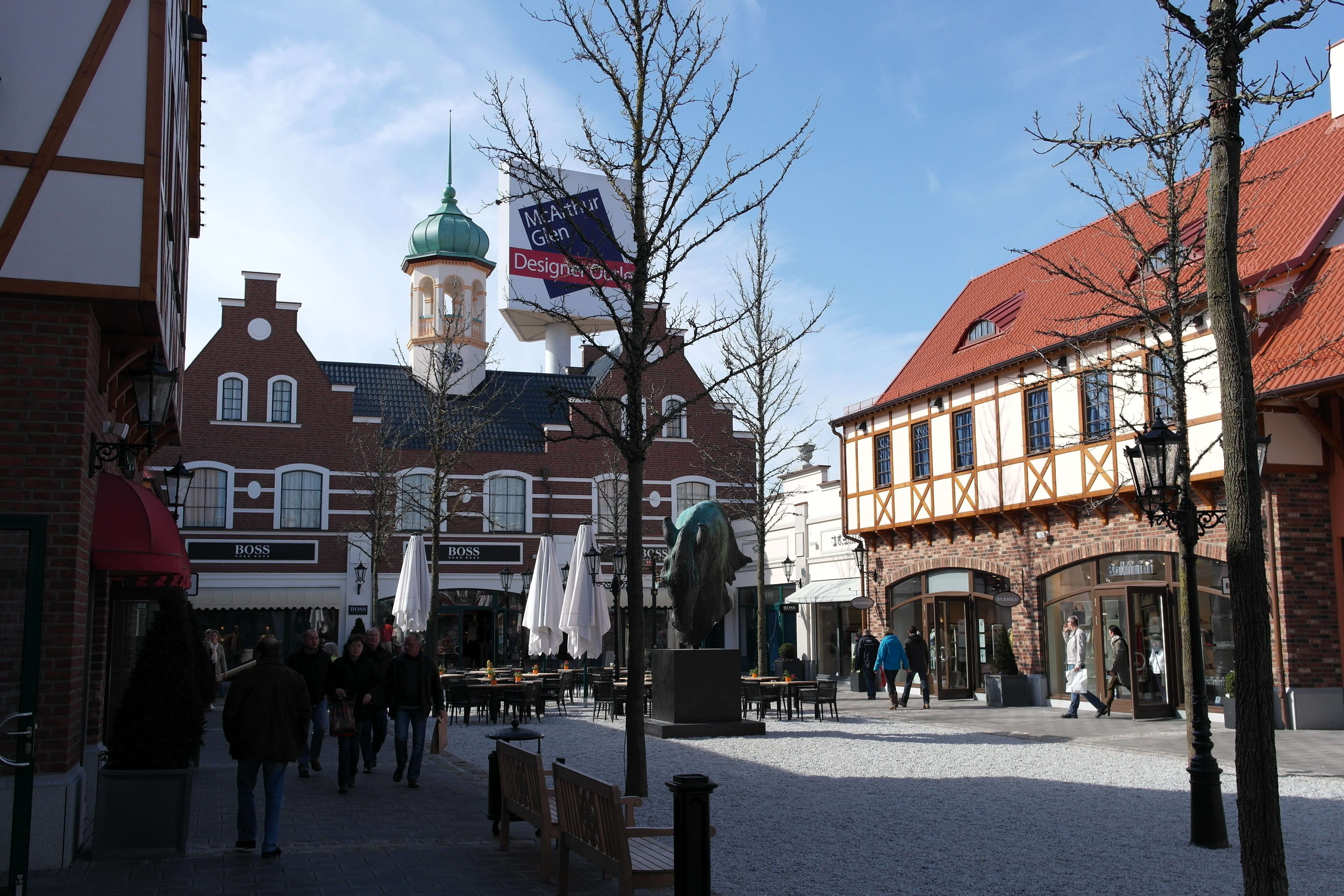
McArthur Glen Design Outlet Center